# Österreichische Fußballnationalmannschaft der Amateure

Logo des ÖFB

Die österreichische Fußballnationalmannschaft der Amateure war eine Auswahlmannschaft mit Amateur-Spielern, die den Österreichischen Fußball-Bund bei Fußballbegegnungen gegen Teams anderer Verbände repräsentierte. Zwischen 1926 und 1979 bestritt die Amateurnationalmannschaft insgesamt 98 Länderspiele. Größte Erfolge waren der Gewinn der Silbermedaille bei den Olympischen Spielen 1936 sowie der Gewinn der Europameisterschaft 1967.
Vielen Amateurnationalspielern wie Rudi Hiden, Ernst Melchior oder Josef Hickersberger gelang es, sich in die Auslage zu spielen und später Stammspieler der Nationalmannschaft zu werden. Nachdem die UEFA sich gegen die Fortführung des Wettbewerbs der Amateur-Europameisterschaft ausgesprochen hatte und bei olympischen Fußballturnieren ab 1982 eine eigene Olympiamannschaft mit Profifußballern zum Zug gekommen war, wurde die österreichische Amateurnationalmannschaft aufgelöst.

## Geschichte

### Hintergründe und erstes Spiel der Amateurnationalmannschaft
Das Konzept des Profifußballs wurde außerhalb Großbritanniens erstmals nach dem Ersten Weltkrieg zu Zeiten eines neuen Fußballbooms in Mitteleuropa entwickelt. Die führenden Länder waren Österreich (1924), die Tschechoslowakei (1925), Ungarn (1926) und bald auch Italien (1931), die in ihren Verbänden professionelle Ligameisterschaften einführten. Hinzu wurden internationale Bewerbe mit dem Mitropacup für die Profi-Klubs und mit dem Europacup der Nationen für die Profi-Nationalmannschaften geschaffen, die einerseits eine große wirtschaftliche Stütze des Systems waren und andererseits die vorherrschende Stellung dieser Länder im europäischen Fußball längerfristig sichern konnten. Die Einführung des Profifußballs in Österreich bedeutete nun auch eine klare Trennung im Aufbau des österreichischen Fußballsystems. Nach längerem Streit zwischen ÖFB und der VAFÖ, konnte 1928 auch eine österreichische Amateurmeisterschaft eingeführt werden.
Im internationalen Verkehr bedeutete die Einführung des Profifußballs eine gewisse Abspaltung von Ländern, die weiterhin im Amateurfußball verblieben. So wurden einerseits Spielerwechsel nur noch unter erschwerten Bedingungen mit Reamateurisierungsmaßnahmen möglich, andererseits waren die Profi-Nationalmannschaft vom wichtigsten Turnier der Amateur-Verbände, den Olympischen Spielen, ausgeschlossen. So ging man im ÖFB konsequenterweise dazu über, auch eine Nationalmannschaft für die Amateurspieler ins Leben zu rufen, was jedoch nur unter Abstimmung mit den anderen Profi-Verbänden möglich war. So kam es am 18. September 1926 zum ersten Spiel einer österreichischen Amateurnationalmannschaft gegen eine ungarische Elf in Budapest. Bei der 2:4-Niederlage standen die Spieler Franz Kerndl, Franz Raab, Düringer, Josef Patzak, Schulz II, Schulz I, Adolf Koller, Gustav Kraus, Walter Roscher, Gustav Ferstl, Josef Kingall und Wechselspieler Walter Wacher am Platz, die noch allesamt von Wiener Klubs stammten.

### Förderung des Amateurfußballs im Europacup
Für die österreichische Amateurnationalmannschaft kamen vor allem Spieler der Ersten Amateurklasse aus Wien, die die dritte Leistungsstufe darstellte, sowie aus den Landesligen zum Einsatz. Auf Grund der damaligen Verhältnisse im österreichischen Fußball, war ein Profibetrieb für Klubs außerhalb des Großraums Wien weder aus sportlichen noch aus wirtschaftlichen Gründen möglich, sodass die Amateurnationalmannschaft sowie auch die Amateurmeisterschaft bedeutende Stützen für die Förderung und Verbreitung des Fußballsports außerhalb Wiens darstellten. Auch fanden bald die Länderspiele in Graz, Linz oder Wels statt, was aber für ein A-Länderspiel in Österreich aus infrastrukturellen Gründen jahrzehntelang undenkbar war (erst am 1. Mai 1968 wurde das erste Heim-Ländermatch außerhalb von Wien, nämlich in Linz gegen Rumänien, ausgetragen). Zunächst blieb die Aktivität der Amateurnationalmannschaft noch auf Spiele gegen die ungarische sowie bald gegen die tschechoslowakische Auswahl beschränkt. Ein entscheidender Schritt zur Einbindung in einen europaweiten Spielverkehr war die Schaffung einer Amateur-Europameisterschaft 1929 nach Vorbild der Profi-Europameisterschaft.
Hierzu konnten die beiden Austragungen zunächst von Polen und danach von Rumänien gewonnen werden, die entsprechend mit ihren A-Nationalmannschaften antraten. Während sich das österreichische Team stets gegen Ungarn und die Tschechoslowakei durchsetzten zu vermochte, erwiesen sich Polen mit 0:1 und 1:3 sowie Rumänien mit 0:1 und 1:4 als zu schwere Gegner. Positiv zu vermerken bleibt jedoch der hohe Zuschauerzuspruch in Graz mit 3.500 und in Linz sogar mit 4.500 Zusehern. Im Anschluss daran kam es 1934 auch mit der Amateurauswahl Frankreichs und der A-Nationalmannschaft Norwegens zu neuen Länderspielgegnern und zur endgültigen Etablierung der Amateurnationalmannschaft. So entschied 1935 auch ÖFB-Präsident Richard Ebersthaller, die Amateurnationalmannschaft als Vertretung Österreichs zu den Olympischen Spielen 1936 zu entsenden. Dieser Beschluss war durchaus nicht unumstritten, denn, anders als bei den bisherigen Länderspielgegnern, nahmen hier auch die A-Nationalmannschaften weitaus größerer Verbände teil, wie beispielsweise Gastgeber Deutschland, der etwa nur aus ideologischen Gründen auf den Profifußball verzichtete. So befürchteten viele ein zu schlechtes Abschneiden des österreichischen Teams, das ja im Grunde genommen aus Drittligaspielern bestand.

### Olympische Spiele 1936 und vorübergehende Auflösung
Als nun im Jahre 1936 die Olympischen Spiele bevorstanden, legte der ÖFB eine akribische Vorbereitung an den Tag und engagierte Jimmy Hogan und Luigi Hussak als prominente Trainer des Teams, die die Mannschaft in Salzburg auf das Turnier vorbereiteten. In Berlin wurde später das Haus Oberammergau bezogen, die formale Mannschaftsleitung übernahm Erwin Fadenhecht als Verbandskapitän der Amateurklassen. Erster Gegner der Österreicher war die A-Nationalmannschaft Ägyptens am 5. August. Mit einem klaren 3:1-Sieg qualifizierte sich das „Team der Namenlosen“ für das Viertelfinale. Hier traf die österreichische Mannschaft auf Peru, gegen die man mit 2:0 in Führung gehen konnte. Nachdem Laudon verletzt ausgefallen war, musste die Mannschaft in Unterzahl aber noch den Ausgleich und die Verlängerung hinnehmen. Hier konnten die Peruaner sich mit 4:2 absetzten, ehe das Spiel nach Ausschreitungen abgebrochen wurde. Das Spielfeld wurde von peruanischen Fans gestürmt und die österreichischen Spieler unter anderem mit Messern bedroht, Tormann Kainberger mit diversen Gegenständen beschossen.
Das Viertelfinalspiel wurde letztlich von der FIFA annulliert und am 10. August im Poststadion neu ausgetragen. Peru verweigerte das Antreten und Österreich kam aufgrund einer kampflosen 3:0-Wertung ins Halbfinale. Österreich durfte gegen die polnische A-Nationalmannschaft erstmals im Olympiastadion vor 100.000 Zusehern spielen. Hierbei gelang die große Sensation, die Provinzfußballer bestanden vor der großen Kulissen und feierten einen klaren 3:1-Sieg. So standen die Amateure im Finale gegen Italien und trafen hier nun auf das erste Team, das auch auf seine Profifußballer verzichten musste. Hierbei nahmen es die Italiener allerdings nicht ganz so ernst und setzten ebenfalls Profis ein, die offiziell als Studenten gemeldet waren. So war es auch Annibale Frossi von Inter Mailand, der Italien mit 1:0 in Führung brachte, doch Franz Fuchsberger gelang vor abermals 100.000 Zuschauer im Olympiastadion der Ausgleich. In der Verlängerung gelang jedoch abermals Frossi durch einen erneuten Abstauber das 2:1. Nach dem Spiel gab es heftige Proteste der Österreicher, die dem Schiedsrichter Peco Bauwens auf Grund seiner nationalistisch-regimetreuen Einstellung eine bewusste Bevorteilung der Italiener vorwarfen. Die Silbermedaillengewinner präsentierten sich letztlich wie folgt:
| Position | Name              | Verein                  | Liga                      |
| -------- | ----------------- | ----------------------- | ------------------------- |
| Tor      | Eduard Kainberger | Salzburger AK 1914      | Landesliga Salzburg       |
| Tor      | Josef Lagofsky    | Heressport Wien         | II. Liga Nord             |
| Backs    | Ernst Künz        | FC Lustenau 07          | Landesliga Vorarlberg     |
| Backs    | Martin Kargl      | SC Kores                | II. Liga Nord             |
| Backs    | Leo Schaffelhofer | Linzer ASK              | Landesliga Oberösterreich |
| Halves   | Anton Krenn       | Polizeisportverein Wien | II. Liga Nord             |
| Halves   | Karl Wallmüller   | SV Urfahr               | Landesliga Oberösterreich |
| Halves   | Max Hofmeister    | Donawitzer SV           | Landesliga Steiermark     |
| Halves   | Ernst Bacher      | Salzburger AK 1914      | Landesliga Salzburg       |
| Forwards | Walter Werginz    | Klagenfurter AC         | Landesliga Kärnten        |
| Forwards | Adolf Laudon      | Salzburger AK 1914      | Landesliga Salzburg       |
| Forwards | Klement Steinmetz | Kapfenberger SV         | Landesliga Steiermark     |
| Forwards | Karl Kainberger   | Salzburger AK 1914      | Landesliga Salzburg       |
| Forwards | Franz Fuchsberger | SV Urfahr               | Landesliga Oberösterreich |
| Forwards | Franz Mandl       | First Vienna FC 1894    | I. Liga                   |
| Forwards | Josef Kitzmüller  | SK Admira Linz          | Landesliga Oberösterreich |

Die Olympischen Spiele 1936 sorgten für eine kurzfristige hohe Bekanntheit der Amateurfußballer, die aber allesamt ihren kleinen Klubs treu blieben und weiterhin den Fußballsport als Hobby betrieben. Eine besondere Belohnung gab es für den Läufer Franz Fuchsberger, der am 27. September 1936 gegen Ungarn in der Profi-Nationalmannschaft auflaufen durfte und somit erster A-Nationalspieler wurde, der nicht aus dem Raum Wien, Prag oder Teplitz stammte. Nach den Olympischen Spielen gab es am 16. August 1937, ebenfalls in Berlin, nur noch ein (letztes) Auftreten der Amateurnationalmannschaft gegen Ungarn, welches 6:3 endete. Unter den Debütanten befanden sich mit Leopold Mikolasch, Josef Epp und Ernst Melchior gleich drei spätere A-Nationalspieler, sowie der später international erfolgreiche Trainer Willy Kment. Nach der Annexion Österreichs 1938 wurde die Amateurnationalmannschaft aufgelöst und auch der Profifußball wurde verboten, da dieser „dem deutschen Körper unwürdig sei“. Österreichische A-Nationalspieler traten fortan in der Großdeutschen Nationalelf an, zusätzlich gab es für zwei Länderspiele im Jahr 1939 eine Ostmarkauswahl.

### Neubeginn und Entwicklung bis in die 1960er-Jahre
Nach Ende des Zweiten Weltkrieges und der Wiederherstellung der A-Nationalmannschaft, dauerte es bis 1949, bis der Profifußball in Österreich in zwei Ligen, der A-Liga und der B-Liga, wobei letztere nur den östlichsten Teil des Landes umfasste, reaktiviert wurde. So kam es im Vorfeld der Olympischen Spiele 1952 in Helsinki zur Reaktivierung der Amateurnationalmannschaft. Das erste Spiel nach 15-jähriger Pause war ein Vorbereitungsspiel gegen die neue westdeutsche Amateurauswahl am 8. Juni in München. Die Teilnahme an den Olympischen Spielen stand wiederum unter denselben Vorzeichen wie 1936, erschwerend kam dieses Mal hinzu, dass nun auch die spielstarken sozialistischen Staaten aus ideologischen Gründen – wie auch die skandinavischen Länder – auf Profifußball verzichteten. Österreich hatte Glück und erwischte in der Vorrunde das Freilos, in der ersten Runde (gleichzeitig Achtelfinale) kam es aber am 19. Juli 1952 in Helsinki zum Aufeinandertreffen mit dem Gastgeber Finnland; die Amateurauswahl schien dabei beinahe die Sensation zu schaffen und ging durch zwei Gollnhuber-Treffer zweimal in Führung, musste aber noch vor der Halbzeitpause das 2:3 hinnehmen. Nach Seitenwechsel kam es aber zum Umschwung und Österreich drehte die Partie durch Treffer von Stumpf und Grohs noch auf 4:3 vor zirka 30.000 finnischen Zuschauern. Der Gegner im Viertelfinale hieß Schweden und auch hier brachten die Amateure den Favoriten und Titelverteidiger an der Rande einer Niederlage und führten am 23. Juli 1952 (wiederum in Helsinki) bis zehn Minuten vor Schluss durch einen Grohs-Treffer aus der 40. Minute mit 1:0, mussten sich aber letztlich dem späteren Bronzemedaillengewinner 1:3 geschlagen geben. Von dem Amateurteam schafften später Bandy Kollmann, Herbert Grohs und Otto Gollnhuber den Sprung ins Profitum, Joschi Walter machte als Funktionär Karriere.
Trotz dieser unerwartet guten Leistung gab es in den folgenden zwei Jahren nur noch drei Amateurländerspiele und danach eine vierjährige Pause. Siege gegen Ungarn und Island sowie eine Niederlage gegen Westdeutschland hieß die Bilanz. Gleich mehrere Spieler machten später wiederum Karriere im A-Team, zu ihnen zählten Ignaz Puschnik, Helmut Senekowitsch, Paul Halla, Stefan Kölly und Karl Jarosch. Durch die zunehmende Bedeutung der B-Nationalmannschaft und der Junioren-Nationalmannschaft verlor die Amateurnationalmannschaft außerhalb der Olympiaqualifikation schlichtweg an Bedeutung, da auch der Unterschied zwischen Amateur und Profi immer mehr schwand. Bei den vier Qualifikationsspielen zu den Olympischen Spielen 1960 war die Amateur-Nationalmannschaft wieder aktiv. Diesmal wurde jedoch der bestmögliche Kader, der unter der damaligen Bestimmung erlaubt war, aufgestellt, das heißt auch viele Halbprofis und A-Nationalspieler. Da die damaligen Gegner in der Qualifikationsgruppe 7 Tschechoslowakei und Ungarn hießen, war die Chance auf die Qualifikation aber entsprechend außer Reichweite. Bis auf ein 0:0 im ersten Match gegen die Tschechoslowakei (7. Oktober 1959 in Wien), gab es nur mehr Niederlagen: am 22. November 1959 gegen Ungarn in Budapest 1:2, daheim (in Graz) am 26. März 1960 sogar 0:4 und letztlich am 30. April 1960 in Ústí nad Labem ein 1:2 gegen die Tschechoslowakei. Ungarn dagegen reiste ohne Punktverlust nach Rom, wo es letztlich am 9. September 1960 mit einem 2:1 in Italien die Bronzemedaille gewann.
Nach dieser als „kurzfristiges Zwischenspiel des Amateurteams von 1959 bis 1960“ zu bezeichnenden Phase wurde, erstmals (nach 1954) wieder 1966 eine Amateurnationalmannschaft im ursprünglichen Sinn aufgestellt. Hintergrund war die Einführung der Amateur-Europameisterschaft durch die UEFA.

### Europameister 1967 und letzte Jahre
Österreich wurde in die Qualifikationsgruppe drei gemeinsam mit den Niederlanden und England gelost. Die frisch zusammengestellte Amateurmannschaft konnte sich dabei überraschend klar durchsetzten und war bereits nach drei Spielen mit zwei Siegen gegen die Niederlande (am 23. April 1966 in Schijndel und 29. Mai 1966 in Salzburg mit jeweils 2:1) und einem überraschend klaren 3:0 gegen England am 1. Oktober 1966 (auch in Salzburg) nicht mehr von der Tabellenspitze zu verdrängen (das 0:2 am 26. Oktober 1966 in London war bedeutungslos). Diesen Erfolgen entsprechend wurde auch wieder beschlossen, einen regelmäßigen Spielbetrieb der Amateurnationalmannschaft aufzunehmen, so fanden, neben den vier vorgenannten (im Jahr 1966) ausgetragenen Pflichtspielen, dann 1967 auch wieder vier Freundschaftsspiele statt. Unter dem erfahrenen Trainer Viktor Hierländer fuhr die Mannschaft schließlich am 15. Juni 1967 nach Palma (Spanien) zur Finalrunde der Europameisterschaft (lt. Arbeiterzeitung Wien vom 15. Juni 1967, Seite 10: „Europacup der Amateurteams“). Im Halbfinale am 16. Juni traf das Team auf die Türkei, die in der Qualifikation das Team der Bundesrepublik Deutschland mit einem 1:0 am 16. November 1966 in Eskisehir eliminiert hatte, wobei die Deutschen vergeblich gegen das türkische Aufgebot protestiert hatten. Österreich kämpfte sich in die Verlängerung, überstand zuvor in der 88. Minute auch einen Foulelfmeter der Türken (Yaleintas daneben), ehe der ehemalige Mattersburger Suttner per Freistoß den 1:0-Siegtreffer schon in der 92. Minute markierte. „Österreichs Amateurteam übertraf sich selbst“, hieß es tags darauf auf Seite 12 in der Arbeiterzeitung Wien. Zwei Tage später konnte die endgültige Sensation des „krassen Außenseiters“ perfekt gemacht werden. Im Finale wurde Schottland, das am 16. Juni ebenfalls erst in der Verlängerung mit 2:1 über Spanien hinweggekommen war, durch Tore von Promintzer und Hickersberger 2:1 geschlagen. Das siegreiche Team setzte sich wie folgt zusammen:
| Position   | Name                 | Verein                | Liga                        |
| ---------- | -------------------- | --------------------- | --------------------------- |
| Tor        | Johann Schorn        | SC Eisenstadt         | Regionalliga Ost            |
| Abwehr     | Robert Lengyel       | Semperit Traiskirchen | Landesliga Niederösterreich |
| Abwehr     | Andreas Nekam        | FS Elektra            | Regionalliga Ost            |
| Abwehr     | Gerhard Zacsek       | SC Marchegg           | Landesliga Niederösterreich |
| Abwehr     | Walter Suttner       | SC Eisenstadt         | Regionalliga Ost            |
| Abwehr     | Rudolf Babler        | SC Brunn              | Landesliga Niederösterreich |
| Abwehr     | Günter Scheffl       | FS Elektra            | Regionalliga Ost            |
| Mittelfeld | Ferdinand Milanovich | SV Donau              | Wiener Liga                 |
| Mittelfeld | Josef Granabetter    | SC Eisenstadt         | Regionalliga Ost            |
| Mittelfeld | Bernd Langgruber     | Salzburger AK 1914    | Regionalliga West           |
| Mittelfeld | Kurt Leitner         | Wiener Sport-Club     | Nationalliga                |
| Mittelfeld | Günther Komanovits   | SC Eisenstadt         | Regionalliga Ost            |
| Mittelfeld | Otto Jaros           | FS Elektra            | Regionalliga Ost            |
| Sturm      | Josef Hickersberger  | FK Austria            | Nationalliga                |
| Sturm      | Werner Burgholzer    | SV Grieskirchen       | Landesliga Oberösterreich   |
| Sturm      | Johann Promintzer    | UFC Frauenkirchen     | Landesliga Burgenland       |

Mit der Amateurnationalmannschaft schien nun auch wieder die Qualifikation für die Olympischen Spiele 1968 greifbar. Die Mannschaft setzte sich zunächst gegen die Schweizer Auswahl mit 0:1 und 4:1 nach Verlängerung durch. Im Rückspiel gab es auch eine nachträgliche Belohnung für den Europameistertitel, denn das Team durfte als Vorspiel zum Ländermatch Österreich-Griechenland vor 32.000 Zuschauern antreten. Das entscheidende Duell mit Frankreich wurde aber knapp mit 1:3 und 1:1 verloren. In der Folgezeit trat die Amateur-Nationalmannschaft wieder deutlicher aus dem Fokus der medialen Berichterstattung, wurde aber insgesamt zehn Jahre bis 1977 unentwegt mit jährlichen Freundschaftsspielen zuzüglich der Qualifikationsspiele für die Europameisterschaften und die Olympischen Spiele fortgeführt. Die Spiele wurden aber zusehends in kleineren Ortschaften ausgetragen.
Bei der Europameisterschaft 1970 scheiterte Titelverteidiger Österreich mit einer weitgehend neuen Mannschaft bereits in der Qualifikation an Jugoslawien und der BRD. Über Luxemburg kam die Amateurelf aber 1971 in die Finalrunde der Qualifikation zu den Olympischen Spielen 1972, wo sich Frankreich und die Sowjetunion aber als zu starke Gegner erwiesen. Eine Besonderheit in diesem Jahr war die Teilnahme am Kourosh-Pokal in Teheran, bei dem das Team auf die Nationalmannschaften von Rumänien, Ägypten, des Iran, Marokko und der Türkei traf.
Bei der dritten Europameisterschaft 1974 kam Österreich gemeinsam mit dem späteren Sieger Jugoslawien und Italien in eine Gruppe. Zwar konnten beide Heimspiele gewonnen werden, durch Auswärtsniederlagen verpasste die Amateurmannschaft aber die Teilnahme an der Europameisterschaft. In der Auslosung für die Olympischen Spiele hatte das Team indes Pech, die DDR und die Tschechoslowakei waren für das Amateurteam übermächtige Gegner. Zum Jahreswechsel 1975/76 konnte noch eine internationale Turnierteilnahme in Riad fixiert werden. Dort kam es zu Aufeinandertreffen mit Algerien, Saudi-Arabien, Ägypten, dem türkischen Juniorenteam und Italien. Es war einer der letzten Auftritte der Nationalmannschaft, es wurde überhaupt nur noch ein Freundschaftsspiel gegen die BRD im selben Jahr bestritten sowie die Teilnahme an der Europameisterschaft 1978 durchgeführt. Hier verpasste das österreichische Team gegen Griechenland und Italien knapp das Halbfinale und hatte mit zwei 0:0 in den letzten beiden Spielen zwei Matchbälle verpasst. Da die Amateur-Europameisterschaft anschließend eingestellt wurde und eine Fortführung der Mannschaft nur in Hinblick auf die Olympischen Spiele nicht sinnvoll schien, wurde das Team aufgelöst. Zwei Jahre später wurde nur noch direkt für die Olympiaqualifikation 1980 gegen die Türkei eine Mannschaft frisch aufgestellt, die aber knapp mit 1:0 und 1:2 sowie 3:3 nach Elfmeterschießen in der Vorrunde scheiterte. Zu den Olympischen Spielen 1984 meldete sich der ÖFB nicht mehr an.
Aktuell: 
U-15 |
U-16 |
U-17 |
U-18 |
U-19 |
U-20 |
U-21 |
A-Mannschaft
Nicht mehr existent: 
Amateure |
B-Mannschaft |
C-Mannschaft |
Olympia-Auswahlmannschaft |
Future-Team